# 아르시노에
아르시노에(Arsinoe)는 그리스 신화에 나오는 아르카디아 지방의 프소피스 왕 페게우스의 딸이다.  암피아라오스의 아들 알크마이온은 테베를 함락시킨 뒤 아버지의 유언에 따라 어머니 에리필레를 죽였다가 복수의 여신 에리니에스의 저주를 받아 광기에 빠진 채 여러 곳을 돌아다닌 끝에 프소피스로 갔다. 페게우스는 알크마이온의 죄를 씻어 주고 아르시노에와 결혼시켰는데, 알크마이온은 어머니가 뇌물로 받은 하르모니아의 목걸이와 결혼 예복을 아르시노에에게 선물하였다. 그러나 이 목걸이와 결혼 예복은 그것을 지닌 사람들에게 큰 슬픔을 안겨 주었다. 하르모니아의 자식들은 대체로 불행한 결말을 맞았고 에리필레도 아들의 손에 죽었으며, 아르시노에 역시 남편을 잃게 된 것이다.